# Iophon dogieli
Iophon dogieli är en svampdjursart som beskrevs av Koltun 1955. Iophon dogieli ingår i släktet Iophon och familjen Acarnidae. Inga underarter finns listade i Catalogue of Life.